# Margaret Truman
Margaret Truman Wallace (Independence, Misuri, 17 de febrero de 1924 - Chicago, Illinois, 29 de enero de 2008) fue una escritora estadounidense de novela negra. Fue la única hija del expresidente de Estados Unidos, Harry Truman y su esposa Elizabeth Virginia Wallace.

## Primeros años de vida
Nació en Independence (Misuri). A los 16 años realizó su debut cantando con la Orquesta Sinfónica de Detroit.
Estudió en la Universidad George Washington, cuando su padre era vicepresidente. Se graduó en Historia del Arte.
Se casó en 1956 con Clifton Daniel, con el que tuvo 4 hijos. Vivió durante varias décadas en Nueva York y posteriormente se trasladó a Chicago para estar con el mayor de sus hijos, Clifton.

## Vida pública
En principio fue presentadora, locutora de radio y cantante de ópera, aunque más tarde decidió escribir novelas de suspense. No llegaría a tener éxito hasta los 48 años, tras la muerte de su padre. 
En 1972 fue nombrada presidenta de honor de la Biblioteca de Truman y formó también parte del Consejo del Instituto Franklin y Eleanor Roosevelt.
Falleció en Chicago, tras una breve enfermedad a los 83 años.